# 苏联妇女委员会
苏联妇女委员会（俄语：Комитет советских женщин）是苏联时期存在的一个女性社会组织。

## 历史
早在20世纪20和30年代，苏联就陆续自发地成立了一些组织和领导妇女工作的妇女委员会。但由于没有受到党和政府的重视，它们没有在全国各地普遍地建立起来。在已经建立的妇女委员会中，有的徒有虚名，没有发挥实际作用；有的逐渐自行解散。苏德战争爆发后的1941年9月，苏联妇女反法西斯委员会正式成立。1956年更名为苏联妇女委员会。委员会的主要目的是促进世界和平，与外国妇女团结起来反对任何侵略行为。
委员会的总部位于莫斯科普希金廣場旁的一栋建筑内。委员会的理事机构是苏联妇女委员会全体会议，每年召开一次。自1945年以来，它一直是国际民主妇女联合会成员。
在苏联解体后，该组织便不复存在。它的继任者是俄罗斯妇女联盟。

## 历任主席
- 瓦莲京娜·斯捷潘诺芙娜·格里卓杜波娃（1941年-1945年）
- 尼娜·瓦西里耶芙娜·波波娃（1945年-1968年）
- 瓦莲京娜·弗拉基米罗芙娜·捷列什科娃（1968年-1987年）[3]
- 卓娅·帕夫洛夫娜·普霍娃（1987年-1991年）[4]